# Brouwerij Sint-Jozef (Lichtervelde)
Brouwerij Sint-Jozef  ook wel Brouwerij Bevernagie is een voormalige brouwerij gelegen in de koolskampstraat 9 te Lichtervelde. De gebouwen staan op de inventaris van onroerend erfgoed. De brouwerij was actief van 1888 tot 1981. 

## Gebouwen[2]
Het betreft een dubbelhuis met 2 bouwlagen onder een schilddak dat volledig onderkelderd is. Aanpalend is een recenter bedrijfsgebouw.  

## Bieren[3]
- 2e Kat.
- Oude Piro
- Oude Piro Bevernagie
- Oude Piro Speciaal
- Speciaal
- Speciaal Oude Piro
- Stout
- Stout 1 Klas
- Tafelbier
- Tafelbier Bruin